# Германия должна погибнуть!
«Германия должна погибнуть!» (англ. Germany Must Perish!) — книга Теодора Кауфмана, вышедшая в США в 1941 году. В книге автор предлагал после окончания войны стерилизовать немцев и разделить территорию Германии между Нидерландами, Бельгией, Францией, Чехословакией и Польшей.

## Содержание и оценки

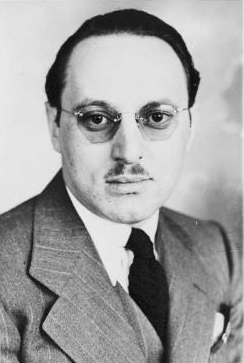
Кауфман в 1940 году

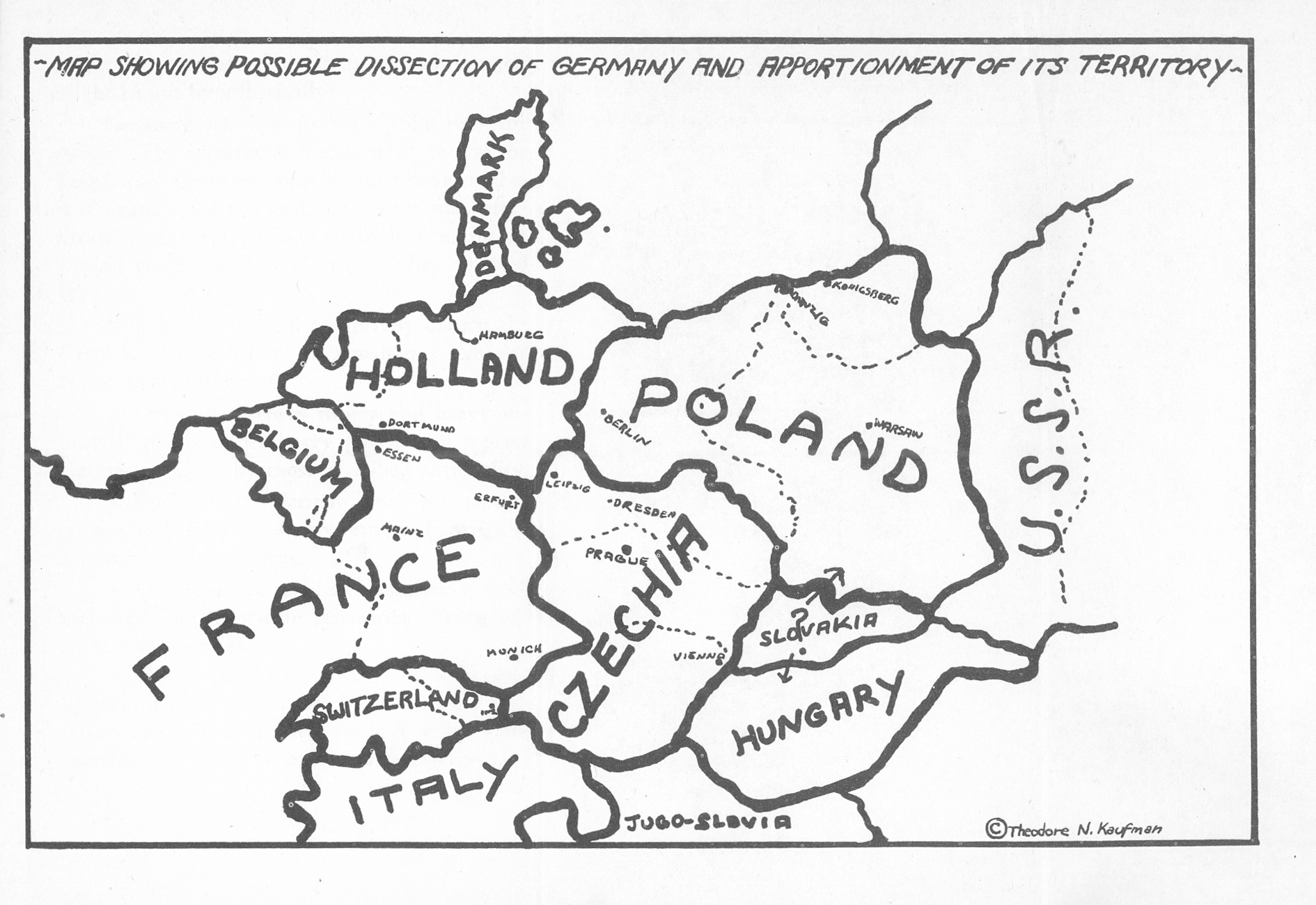
Предлагавшиеся после раздела Германии границы

Автор книги, малоизвестный еврейско-американский предприниматель, писал, что следует подвергнуть стерилизации около 48 млн немцев (всех мужчин до 60 лет и женщин до 45 лет). По его расчётам, 20 тысяч хирургов, проводя по 25 операций в день, смогут в течение месяца стерилизовать организованные коллективы. Стерилизация мужского населения страны займёт три месяца. Через два поколения немецкая нация должна исчезнуть.
Джон Циммерман (англ. John C. Zimmerman) из Университета Невады ы Лас-Вегасе в своей книге «Отрицание Холокоста» писал, что произведение Кауфмана, по всей видимости, нигде не рецензировалось. Кауфман создал агентство Argyl Press, Newark, New Jersey, чтобы опубликовать книгу. 24 марта 1941 года в американском журнале «Тайм» появилась статья, посвящённая книге, где Кауфман подвергался жёсткой критике и сравнивался с Юлиусом Штрейхером. Более того, оказалось, что в 1939 году Кауфман предлагал провести массовую стерилизацию американцев «чтобы их дети не становились человекоубийственными монстрами». Таким образом, через некоторое время этот маниакально зацикленный на идее стерилизации человек просто перенёс идею на врага.

## Использование в нацистской пропаганде
Нацистская пропаганда придала этой книге огромное значение, а частное мнение Кауфмана было выдано за доказательство того, что евреи планируют геноцид, направленный против нацистской Германии. Министр пропаганды Йозеф Геббельс после прочтения книги Кауфмана написал в своём дневнике 3 августа 1941 года, что «он действительно не мог бы сделать это лучше и выгоднее для нас, чем если бы он написал книгу по заказу. Я распоряжусь, чтобы эта книга распространилась миллионным тиражом в Германии, прежде всего на фронте, и сам напишу предисловие». В немецком переводе мелкий торговец билетами из Ньюарка был назван частью еврейского «мозгового треста», окружающего президента США Рузвельта.
О книге написали немецкие издания Die Frankfurter Zeitung, Münchner Neueste Nachrichten, Der Stürmer и Das Reich. В брошюре Вольфганга Диверге, опубликованной Министерством пропаганды под названием «Военная цель мировой плутократии: документальное издание книги президента Американского общества мира Теодора Кауфмана „Германия должна погибнуть“», Кауфман был представлен как главная фигура еврейского заговора против Германии, под влиянием которого находятся Рузвельт, Черчилль и другие лидеры антинацистской коалиции.
На Кауфмана как оправдание антиеврейских акций ссылались самые разные нацистские чиновники, начиная с мэра Ганновера, выселившего всех евреев из их домов и продавшего их жильё, до нацистского губернатора оккупированной Варшавы, устроившего в гетто массовый голод.
Впоследствии книгу для подтверждения своих теорий также использовали некоторые националисты и отрицатели Холокоста.

### Нацистская пропаганда о книге
- The Battle with the Devil: Pan-Jewry Reveals its Destructive Plan (англ.). — Сентябрьская 1941 года статья Юлиуса Штрейхера в газете «Der Stürmer» с многочисленными цитатами Germany Must Perish!.
- When you see this symbol… (англ.). — Иллюстрация на обложке и выдержки из листовки за ноябрь 1941 года.
- Never! (англ.). — Брошюра Генриха Гойча (нем. Heinrich Goitsch), написанная в конце 1944 года.